# Tommy Allsopp
Thomas Charlesworth „Tommy“ Allsopp (* 18. Dezember 1880 in Leicester; † 7. März 1919 in Norwich) war ein englischer Fußball- und Cricketspieler.

## Karriere
Allsopp stieß im August 1899 zu Leicester Fosse, musste aber noch bis Februar 1901 auf sein Debüt in der Second Division warten. 1902 wechselte Allsopp, der als linker Außenstürmer eingesetzt wurde, zu Luton Town in die Southern Football League und kam dort in zwei Spielzeiten auf sieben Ligatore in 54 Einsätzen. Anschließend kehrte er zu Leicester zurück und bestritt in der Spielzeit 1904/05 weitere 30 Partien für den Klub. Ab 1905 spielte er mit seinem Wechsel zu Brighton & Hove Albion wieder in der Southern League, 1907 schloss er sich gemeinsam mit seinem Sturmpartner Wally Smith dem Ligakonkurrenten Norwich City an. Eines seiner wichtigsten Tore erzielte der Stürmer im Drittrundenspiel im FA Cup 1907/08, als er mit einem Treffer für Norwich zum 2:0-Erfolg gegen Titelverteidiger Sheffield Wednesday beitrug. 1911 endete nach 115 Ligaeinsätzen seine Laufbahn bei Norwich, bei denen er regelmäßig als Strafstoßschütze antrat. 
Allsopp war zudem ein talentierter Cricketspieler, der zwischen 1903 und 1905 36 Spiele im First-Class Cricket für den Leicestershire County Cricket Club und 1904 eine Partie für den Marylebone Cricket Club bestritt. Nach seinem Wechsel nach Norwich schlossen sich zwischen 1909 und 1912 in der Minor Counties Cricket Championship für den Norfolk County Cricket Club weitere 27 Spiele an.
Nach dem Ende seiner Fußballerlaufbahn übernahm Allsopp 1911 die Leitung des Pubs Hero of Redan in Norwich, bei dem er bis 1916 als Betreiber eingetragen war, anschließend betrieb er gemeinsam mit seiner Frau den ebenfalls in Norwich gelegenen Pub City Arms.
Während des Ersten Weltkriegs diente Allsopp im The Queen’s (Royal West Surrey) Regiment in Frankreich. In einer Einheit die für Bau- und Nachschubtätigkeiten verantwortlich war, stieg er in den Rang eines Sergeants auf. Nach Kriegsende erkrankte Allsopp auf der Rückfahrt von Frankreich an der Spanischen Grippe und verstarb eine Woche später am 7. März 1919 in Norwich. Er wurde mit militärischen Ehren auf dem Friedhof von Norwich bestattet.